# Malpighia incana
Malpighia incana là một loài thực vật có hoa trong họ Malpighiaceae. Loài này được Mill. mô tả khoa học đầu tiên năm 1768.